# Косенки (Лебединський район)
Косенки — колишнє село в Україні, Сумській області, Лебединському районі.
Було підпорядковане Підопригорівській сільській раді.

## Історія
Село знаходилося за 2 км від лівого берега річки Грунь. Прилучається до Склярів, за 1 км знаходяться села Галушки, Майдаки та Падалки, за 0,5 км — Скляри. По селу протікає пересихаючий струмок, на якому збудовано загату.
Зняте з обліку рішенням Сумської обласної ради 18 січня 1988 року.